# 浅香通り

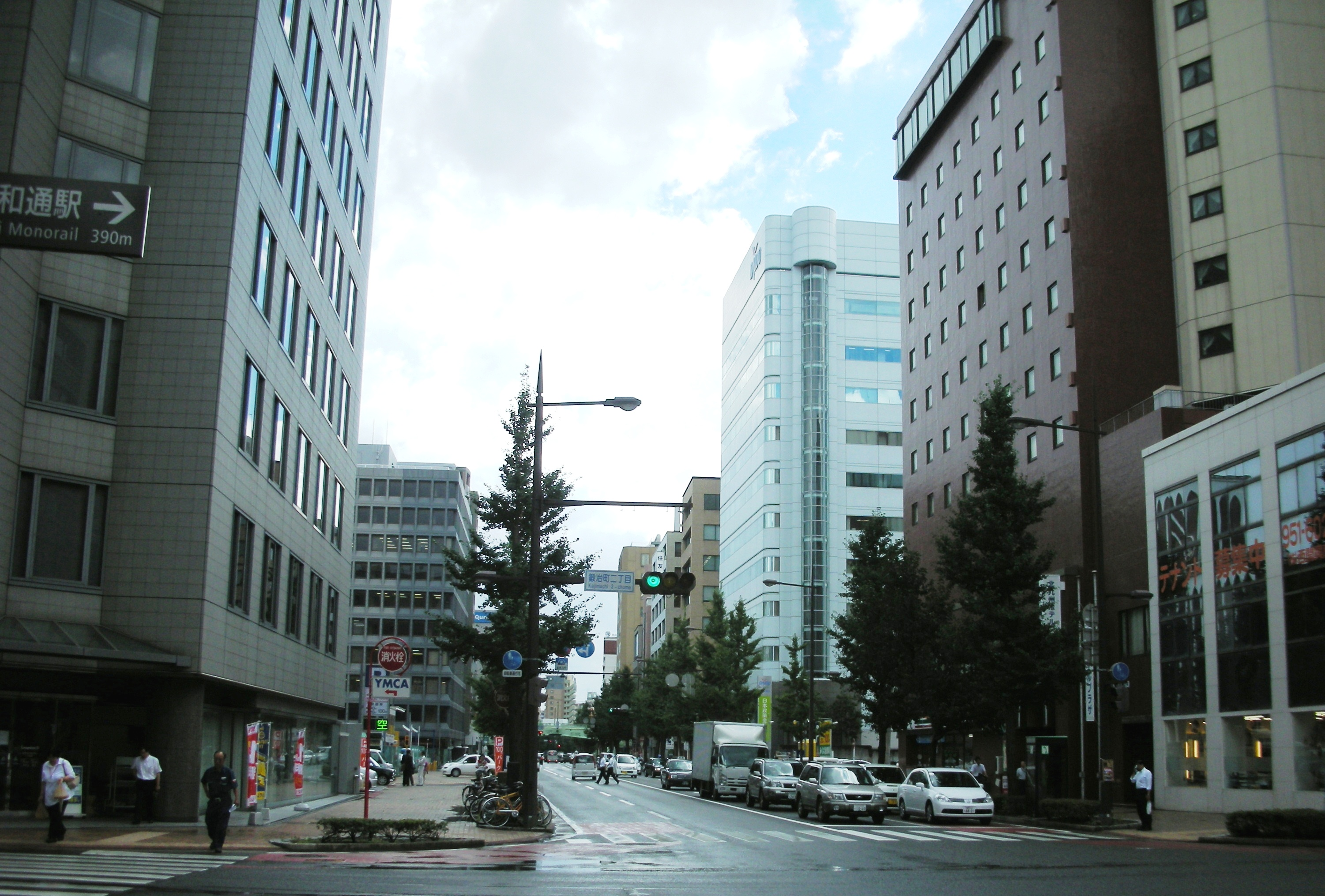
浅香通り

浅香通り（あさかどおり）は、北九州市都心部を南北に走る道路で、浅野と香春口を繋いでいる道路を指す名称である。

## 概要
浅香通りは福岡県北九州市小倉北区京町4丁目交差点から、勝山通りおよび小文字通りとの交差点を経て、県道266号三萩野魚町線（モノレールの通り）香春口北交差点に至る。通りの北側はJR線の下をアンダーパスでくぐり、タコマ通りに接続する。
名称は「浅野」と「香春口」を繋ぐ通りであることに由来する。

## 沿道の施設など
- 住友生命保険北九州支社
- 大同生命保険北九州支社
- 明治安田生命保険小倉支社
- AIG損害保険北九州営業支店
- 日本政策金融公庫北九州支店
- 商工組合中央金庫北九州支店
- ホテルテトラ 北九州（旧小倉ワシントンホテルプラザ→北九州ホテルプラザ）
- アーバンプレイスイン小倉

## 接続する道路
- 国道199号（勝山通り）